# شواحط
شواحط جبل يقع غرب المهد على بعد 47 كلم، ويشرف على السويرقية (السّوارقيّة) من الجنوب والزور من الشمال.

## التاريخ

### البكري الأندلسي
قال البكري الأندلسي
«بضمّ أوّله، وبالحاء والطاء المهملتين: جبل شامخ؛ وهو بإزاء ماءة يقال لها الرّفدة، قد حددتها في رسم أبلى. وهذا الجبل كثير النّمور والأروى كثير الأوشال، ينبت الغضور والثّغام، قال عنترة: 
وبحذائه واد يقال له برك، كثير النبات، وبه ماءة يقال لها البويرة، عذبة طيّبة؛ وهناك جبل يقال له برس، وهو الجبل الشامخ الكثير النّمور، وحداءه واد يقال له بيضان، فيه آبار كثيرة، يزرع عليها؛ وحذاءه بلد يقال له الصّحن، فيه يقول الشاعر: 
وفيه مياه يقال لها الهباءة، آبار كثيرة منخرقة الأسافل، يفرغ بعضها في بعض، عذبة، يزدرع عليها. وماء آخر، بئر واحدة، يقال لها الرّساس، كثيرة الماء لا يزدرع عليها، لضيق موضعها. وبأسفل بيضان موضع يقال له العيص، فيه ماء يقال له ذنابة العيص، كثرت أشجاره من السلم والضّال، فلذلك قيل له عيص. وحذاه جبل يقال له الحرّاض أسود، ليس فيه نبت، وبأسفله أضاة يقال لها الحواق، لبنى سليم. وبإزائه السّتار،  قد مضى ذكره. قال أبو عبيدة: أغارت سريّة من بنى عامر على إبل لبنى محارب بن صعصعة بن خصفة بشواحط، وذهبوا بها، فأدركهم الطلب، وقتلت محارب من بنى كلاب سبعة نفر، وارتدّوا الإبل، فلمّا رجع المفلولون، وثبت بنو كلاب على جسر، وهم من محارب، وكانوا حاربوا إخوتهم، فخرجوا عنهم، وحالفت بنى عامر إلى اليوم، فقالوا نقتلهم بقتل من قتلت محارب منّا، فقام خداش بن زهير دونهم ، وقال: أتعجزون عمّن أصابكم، وتقتلون أعداء الناس لهم، وقال في ذلك:»

### الزمخشري
قال الزمخشري
«موضع، ويوم شواحط وقعه كانت لهم شديده، قال ساعده بن جؤيه:»

### یاقوت الحموي
قال ياقوت الحموي
«بالضم، وبعد الألف حاء مهمله مكسورة، وطاء مهمله، علم مرتجل لاسم موضع، وبالجمله فالشوحط ضرب من النبع يعمل منه القسيّ، وشواحط بوزن حطايط ودلامص، وهما اسم مفرد ليس بجمع، ويوم شواحط من أيام العرب شديد مشهور: وهو جبل مشهور قرب المدينة ثم قرب السوارقية كثير النمور والأراويّ وفيه أوشال ينبت الغضور والثّغام.»

### عبد المؤمن البغدادي
قال عبد المومن البغدادي
«(بالضم، وبعد الألف حاء مهملة مكسورة، وطاء مهملة): علم مرتجل لموضع، للعرب فيه يوم، وهو جبل مشهور قرب المدينة، قرب السوارقيّة، كثير النمور.»

### السمهودي
قال الإمام السمهودي
«شواحط: بالضم وبعد الألف حاء مهملة مكسورة وطاء مهملة، جبل قرب السوارقية كثير النمور والأراوي، ويوم شواحط: من أيام العرب.»